# Yaw Safo Boafo
Yaw Safo Boafo es un diplomático ghanés retirado.
- En 1972 fue profesor universitaria en la Universidad de Cape Coast.
- Con períodos en la en:University of Education, Winneba.
- En 1996 era un visitanted de Investigación Senior Scholar (Fulbright Hayes) de la Northwestern University en los EE. UU.
- De 1981 a 1983 dirigió al Departamento de Idiomas Modernos Europeos de la en:Usmanu Danfodiyo University en Sokoto, Nigeria .
- De 1993 a 1996 fue Vicedecano de la Facultad de Artes de la Universidad de Cape Coast.
- De 1996 a 1998 fue Dean de la Universidad de Cape Coast.
- De 1998 a 2000 fue Vicerrector de la Universidad de Cape Coast.
- De 2000 a julio de 2001 fue director de Programas de Asuntos Exteriores.
- De julio de 2001 a 2014 fue Embajador en Abiyán Costa de Marfil.
- De 1978 a 1980 ha sido miembro de varias Juntas, incluido el Consejo de Ghana libro Desarrollo, la West African Examinations Council y la Asociación de Fútbol de Ghana, donde sirvió en el Consejo Ejecutivo, y en el Consejo de Administración 1990-1992.
- También ha sido miembro del Consejo Asesor del Fondo de Educación de la Otumfuo, y el Consejo de Administración del Congreso Ashanti, de 1988 a 1998 fue director de Asante Kotoko.

## Obra
- 21 publicaciones en Clásica y Literatura Francesa de África de habla francesa.

## Premios
- Premio Meritorio de la Asociación de Maestros de Ghana franceses (1987)
- Miembro Honorario del Consejo Asesor de la Sociedad Americana biográfica (1999).
- Fue seleccionado para el Premio de Chevalier (División Académica) en 2001 por sus contribuciones a la Lengua y Cultura Francesa.